# Kilkenny (New Hampshire)
Kilkenny ist der Name einer Township im Coös County des US-Bundesstaates New Hampshire in Neuengland. Dem US-Census von 2020 zufolge war die Township unbewohnt.

## Geographie

### Lage
Kilkenny liegt im südlichen Coös Countys auf 790 Metern Höhe zwischen Stark im Norden, Milan, Berlin und Randolph im Osten, Jefferson im Süden und Lancaster im Westen. Es hat eine Fläche von 66,53 km² (25,698 Meilen²), davon sind 66,48 km² Landfläche und 0,05 km² Wasserfläche.

### Gewässer
Aus dem Unknown Pond fließt einer der oberen Zuflüsse des West Branch Upper Ammonoosuc Rivers, dessen Quelle am Mount Cabot liegt. Der Graham Brook und kleinere Bäche im Süden von Kilkenny fließen in den Israel River. Beide Flüsse münden in den Connecticut River.

### Berge
Höchster Gipfel in Kilkenny ist der Mount Cabot in der Pilot Range mit 4164 Fuß (1269 Metern), gefolgt vom Mount Waumbek in der Pliny Range mit 3996 Fuß (1218 Metern) Höhe.

## Geschichte
Der Grant für Kilkenny datiert auf den 4. Juni 1774. Das beschriebene Land war mehrere Meilen lang, aber kaum eine Meile (etwa 1,6 km) breit, uneben und karg. Der Gazetteer of the State of New Hampshire von 1817 beschreibt das Gebiet als unregelmäßig geformt und bergig und gibt eine Fläche von 15.906 Acre (etwa 75 ha) sowie eine Einwohnerzahl von 28 an. Einer Beschreibung von 1820 zufolge war die Town (sic) spärlich besiedelt und die wenigen Einwohner arm, was sie auch bleiben würden, mit Ausnahme vielleicht der südlichen Gebiete. Am 7. Dezember 1842 wurden diese mitsamt allen Siedlern von Kilkenny abgetrennt und kamen zu Jefferson. Für das Jahr 1840 und das Jahr 1856 wird eine Einwohneranzahl von jeweils 19 angegeben. Gegen Ende des 19. Jahrhunderts wurde Kilkenny durch Waldbahnen von Lancaster im Westen und Milan im Osten aus erschlossen. Die Gleise wurden nach Ernte der Holzvorräte wieder entfernt. 1920 werden noch 2 Einwohner angegeben, danach liegen keine Einwohnerzahlen mehr vor. Das Gebiet von Kilkenny wird durch Wanderwege erschlossen, unter anderem auf den Mount Cabot und den Mount Waumbek.